# Youtube-dl
youtube-dl es un programa de línea de comandos para descargar vídeos o extraer audio de sitios de streaming tales como YouTube, Dailymotion o Vimeo. El programa está escrito en Python, por lo que es multiplataforma, pudiendo ser ejecutado en cualquier sistema con Python. Está disponible bajo la licencia Unlicense, una licencia equivalente al dominio público.
Debido a una reclamación de la RIAA por derechos de autor, GitHub eliminó temporalmente el repositorio en noviembre de 2020, pero este fue restaurado el 16 de noviembre de 2020 y GitHub publicó sobre esto en su blog.
En 2021, se creó una bifurcación del programa llamada yt-dlp, la cual añade una gran cantidad de mejoras al programa.

## Instalación
En Debian, Ubuntu y derivados:
```
$ sudo apt install youtube-dl
```

En Arch Linux y derivados:
```
$ sudo pacman -S youtube-dl
```

También es posible instalar el programa a través del gestor de paquetes de Python, Pip.

## Uso
```
$ youtube-dl [OPTIONS] 
URL
```

Muchos otros parámetros pueden ser especificados también. En algunos casos (como YouTube) la URL puede sustituirse por el ID del video.

### Selección de formato
En los casos en que haya múltiples formatos de video disponibles, youtube-dl usará por defecto la descarga de la mejor versión posible. Para elegir un formato específico se puede obtener una lista de los formatos disponibles:
```
$ youtube-dl -F 
URL
```

Conociendo el código de formato:
```
$ youtube-dl -f 
format
 
URL
```

A menudo puede descargar formatos de solo audio o de vídeo de esta manera. Si está instalado FFmpeg, se puede descargar un formato solo de vídeo y solo de audio y mezclarlos en un solo archivo:
```
$ youtube-dl -f 
video_format
+
audio_format
 
URL
```

### Extraer audio
Se usa el parámetro -x para descargar solo el audio (requiere FFmpeg).
```
$ youtube-dl -x -f bestaudio 
URL
```

Se puede crear un alias que busca la URL desde el portapapeles con xclip usando xclip -o

## Configuración
El archivo de configuración de todo el sistema es /etc/youtube-dl.conf y el archivo de configuración específico del usuario es ~/.config/youtube-dl/config. La sintaxis es simplemente una opción de línea de comando por línea. Ejemplo de configuración:
```
~/.config/youtube-dl/config
```

```
# Guardar en ~/Videos
-o ~/Videos/%(title)s.%(ext)s
```

```
# Prefiere resoluciones de 1080p o más bajas
-f (bestvideo[height<=1080]/bestvideo)+bestaudio/best[height<=1080]/best
```

Ver  para más información.

## Dependencias
youtube-dl depende de otras utilidades de línea de comandos, aunque son opcionales. Para el post-procesado y operaciones de fusión se usa FFmpeg o avconv. Para extraer datos de un flujo Macromedia RTMP usa RTMPDump. Para sitios que necesiten JavaScript para extraer datos usa PhantomJS. Estas utilidades no vienen incluidas con youtube-dl y se descargan por separado.
Los usuarios de Windows deben descargar las compilaciones ejecutables de sus respectivas fuentes y colocarlas en el mismo directorio que youtube-dl.
Los usuarios de macOS pueden instalar las dependencias usando el comando brew:
```
brew install [nombre de la dependencia]
```

## Sitios soportados
Algunos de los sitios que son soportados por youtube-dl:

### Vídeo
- BBC iPlayer
- CNN
- Dailymotion
- Dropbox
- Facebook
- Google Drive
- LiveLeak
- Lynda
- Metacafe
- Metacritic
- Openload
- Streamango
- Tonton
- Vid.me
- Vimeo
- YouTube

### Anime
- Crunchyroll

### Música
- 8tracks.com
- AudioMack
- Bandcamp
- Beatport
- Deezer
- EveryonesMixtape
- Freesound
- Hearthis.at
- Myspace
- SoundCloud

### Pornografía
- PornHub
- PornTube
- XVideos
- XNXX
- YouPorn